# 遊佐統秀
遊佐 統秀（ゆさ むねひで）は、室町時代後期から戦国時代前期にかけての武将。能登畠山氏の家臣で、能登守護代。

## 生涯
遊佐忠光の子として生まれる。
能登守護・畠山義統に仕え、文明2年（1470年）から永正元年（1504年）にかけて能登守護代を務めていることが確認できる。
文明11年（1479年）、歌人の招月庵正広を能登へと招き、歌会を催した（『松下集』）。
明応6年（1497年）に主君・畠山義統が死去し、義統の嫡男・義元が跡を継いだ。明応9年（1500年）より義元と弟・慶致との間で争いが始まると、統秀は畠山氏重臣・三宅氏とともに慶致を支持する。元亀元年（1501年）、義元は越後へと逃れ、義致が家督を継いだ。この後、永正5年（1508年）に義元と慶致は和睦し、義元が再度当主の座に就いている。
統秀の没年については不明だが、永正6年（1509年）7月には、統秀の後継者とみられる統忠が遊佐氏惣領として羽咋郡永光寺（石川県羽咋市）に寄進を行っている。